# Ищван Сечени
Граф Ищван Сечени (на унгарски: Széchenyi István) е унгарски политик, дипломат, предприемач.

## Биография
Роден е на 21 септември 1791 г. във Виена. Малкия Ищван е пето най-малко дете в семейството на потомствения аристократ граф Ференц Сечени и неговата съпруга графиня Юлияна Фештетич. Граф Ференц Сечени е създателят на Унгарската национална библиотека, както и на Унгарския национален музей. Братът на графиня Юлияна-Дьорд Фештетич създава първата стопанска гимназия в Унгария. Семейство Сечени е пряко свързано с модерния облик на съвременна Унгария. Малкият Ищван получава отлично за времето си образование. С течение на времето Ищван Сечени, повлиян от своите по-големи братя, се увлича от военното поприще. Младият граф участва успешно в няколко сражения, водени от армията на Хабсбургите в наполеоновите войни. След „Битката на народите“ (16-19 октомври 1813 г. при Лайпциг), Сечени се уволнява от армията с чин старши лейтенант.
От този момент нататък започва нов житейски период на премеждия, посветен на политическата кариера. Сечени обикаля почти целия европейски континент, както за лично удоволствие, така и с цел да придобие представа за икономическото благополучие и индустриализацията на страни като Великобритания и Франция, които са еталон за прогрес и модернизация. През 1825 г. Сечени участва активно в създаването на Унгарската академия на науките, в която инвестира предимно лични средства. Две години по-късно (през 1827) Сечени съдейства за формирането на модерен дискусионен клуб, наречен „Nemzeti Kazinó“. В този дискусионен клуб участват млади хора от известни благороднически семейства, които дискутират проблемите на съвременното унгарско общество.
Сечени е автор на редица политически програми – „Hitel“ („Кредит“), „Világ“ („Свят“) и „Stádium“ („Стадий“), апелиращи към реформи в различни обществени сектори. В тези реформаторски програми Сечени осъжда феодалните привилегии на дворяните, както и техните консервативни виждания по отношение на социалната структура на обществото. По настояване на граф Сечени в периода 1842-1849 г. шотландският архитект Адам Кларк проектира и конструира Верижния мост (Lánchíd), свързващ двата тогавашни града Буда и Пеща. В наши дни Верижният мост е атрактивна туристическа забележителност и своеобразна визитна картичка на унгарската столица. През 2002 г. унгарският кинорежисьор Геза Беремени създава биографичен филм за Сечени, озаглавен „Човекът-мост“ („А hídember“). Построяването на Верижния мост било само малка част от амбициозния проект на Сечени за обединението на Будапеща и превръщането ѝ в културен, икономически и политически център на Унгария. Верижният мост на Будапеща представлява истинско архитектурно предизвикателство за инженерната мисъл на своето време. Този мост е част от оригиналната новаторска платформа на Сечени, проповядваща политика на икономическо замогване и просперитет на унгарците като гаранция за запазване на тяхната идентичност в рамките на многонационалната Австро-Унгарска империя. Сечени, като един от главните идеолози на реформисткото движение в Унгария, постига и обнадеждаващи практически резултати, като през 1844 г. Будапеща вече наброява над 110 000 жители. Непосредствено преди избухването на „пролетта на народите“ унгарският език е обявен за официален в рамките на дуалистичната монархия.
Сечени няма добри отношения с Лайош Кошут, тъй като възприема последния като политически агитатор. Унгарското общество се разделя на поддръжници на Кошут и Сечени горе-долу по равно. След началото на революцията от 1848 г. Сечени я възприема като шанс за развитието на Унгария и получава в правителството поста на министър на транспорта и на социалните въпроси. Когато конфликтът между унгарското правителство и императора на Австрия се изостря, Сечени и редица други дейци, лоялни на императора, излизат от правителството.
Умира на 8 април 1860 г. в Дьоблинг.